# Tblisi Grand Prix 2014
Il Tblisi Grand Prix 2014 si è tenuto ad Tbilisi, in Georgia dal 21 al 23 marzo 2014 ed è stata la terza tappa dell'IJF World Tour 2014. È stata la prima edizione disputata del Tblisi Grand Prix.

## Risultati
Tutti i medagliati del torneo.
| Categorie donne | Oro             | Argento               | Bronzo                                      |
| --------------- | --------------- | --------------------- | ------------------------------------------- |
| - 48 kg         | Nataliya Komova | Maryna Cherniak       | Amélie Rosseneu Dilara Lokmanhekim          |
| - 52 kg         | Gili Cohen      | Rosalba Forciniti     | Tetiana Levytska-Shukvani Natalia Kuziutina |
| - 57 kg         | Irina Zabludina | Jovana Rogic          | Shushana Hevondian Kifayat Gasimova         |
| - 63 kg         | Edwige Gwend    | Yarden Gerbi          | Pari Surakatova Nina Milosevic              |
| - 70 kg         | Barbara Matić   | Ekaterina Denisenkova | Irina Gazieva Lior Wildikan                 |
| - 78 kg         | Assunta Galeone | Viktoriya Turks       | Ivana Maranić Brigita Matić-Ljuba           |
| + 78 kg         | Gulsah Ozen     | Sandra Jablonskytė    | Ksenia Chibisova Mariya Shekerova           |

| Categorie uomini | Oro                     | Argento               | Bronzo                                  |
| ---------------- | ----------------------- | --------------------- | --------------------------------------- |
| - 60 kg          | Orkhan Safarov          | Yerkebulan Kossayev   | Arsen Galstyan Lukhumi Chkhvimiani      |
| - 66 kg          | Nijat Shikhalizada      | Georgii Zantaraia     | Batgerel Battsetseg Alim Gadanov        |
| - 73 kg          | Nugzari Tatalashvili    | Lasha Shavdatuashvili | Musa Mogushkov Zebeda Rekhviashvili     |
| - 81 kg          | Avtandili Tchrikishvili | Travis Stevens        | Ushangi Margiani Asaf Chen              |
| - 90 kg          | Zviad Gogotchuri        | Walter Facente        | Kirill Denisov Vadym Synyavsky          |
| - 100 kg         | Artem Bloshenko         | Ivan Remarenco        | Javad Mahjoub Elmar Gasimov             |
| + 100 kg         | Adam Okruashvili        | Anton Krivobokov      | Stanislav Bondarenko Levani Matiashvili |

## Medagliere
| Nr.                          | Nazione                      | Oro | Argento | Bronzo | Totale |
| ---------------------------- | ---------------------------- | --- | ------- | ------ | ------ |
| 1                            | Georgia                      | 4   | 1       | 4      | 9      |
| 2                            | Russia                       | 2   | 2       | 9      | 13     |
| 3                            | Italia                       | 2   | 2       | 0      | 4      |
| 4                            | Azerbaigian                  | 2   | 0       | 2      | 4      |
| 5                            | Ucraina                      | 1   | 3       | 4      | 8      |
| 6                            | Israele                      | 1   | 1       | 3      | 5      |
| 7                            | Croazia                      | 1   | 0       | 2      | 3      |
| 8                            | Turchia                      | 1   | 0       | 1      | 2      |
| 9                            | Lituania                     | 0   | 1       | 0      | 1      |
| 9                            | Kazakistan                   | 0   | 1       | 0      | 1      |
| 9                            | Serbia                       | 0   | 1       | 0      | 1      |
| 9                            | Emirati Arabi Uniti          | 0   | 1       | 0      | 1      |
| 9                            | Stati Uniti                  | 0   | 1       | 0      | 1      |
| 10                           | Iran                         | 0   | 0       | 1      | 1      |
| 10                           | Mongolia                     | 0   | 0       | 1      | 1      |
| 10                           | Slovenia                     | 0   | 0       | 1      | 1      |
| Totale 16 nazioni medagliate | Totale 16 nazioni medagliate | 14  | 14      | 28     | 56     |

Fonte